# مايك بارنز
مايك بارنز (بالإنجليزية: Mike Barnes)‏ هو لاعب كرة قدم أمريكية أمريكي، ولد في 24 ديسمبر 1950 في بيتسبرغ في الولايات المتحدة.

## وصلات خارجية
- مايك بارنز على موقع مرجع كرة القدم المحترفة.كوم (الإنجليزية)